# Кишбер
Кишбер (мађ. Kisbér) град је у северној Мађарској. Кишбер је један од важнијих градова у оквиру жупаније Комаром-Естергом.
Кишбер је имао 5.426 становника према подацима из 2010. године.

## Географија
Град Кишбер се налази у северном делу Мађарске. Од престонице Будимпеште град је удаљен око 110 километара западно. Град се налази у северном делу Панонске низије, у северној подгорини Бакоњске горе. Надморска висина града је око 180 m.

## Партнерски градови
- Кампија Турзији